# Strada statale 14 bis di Mestre

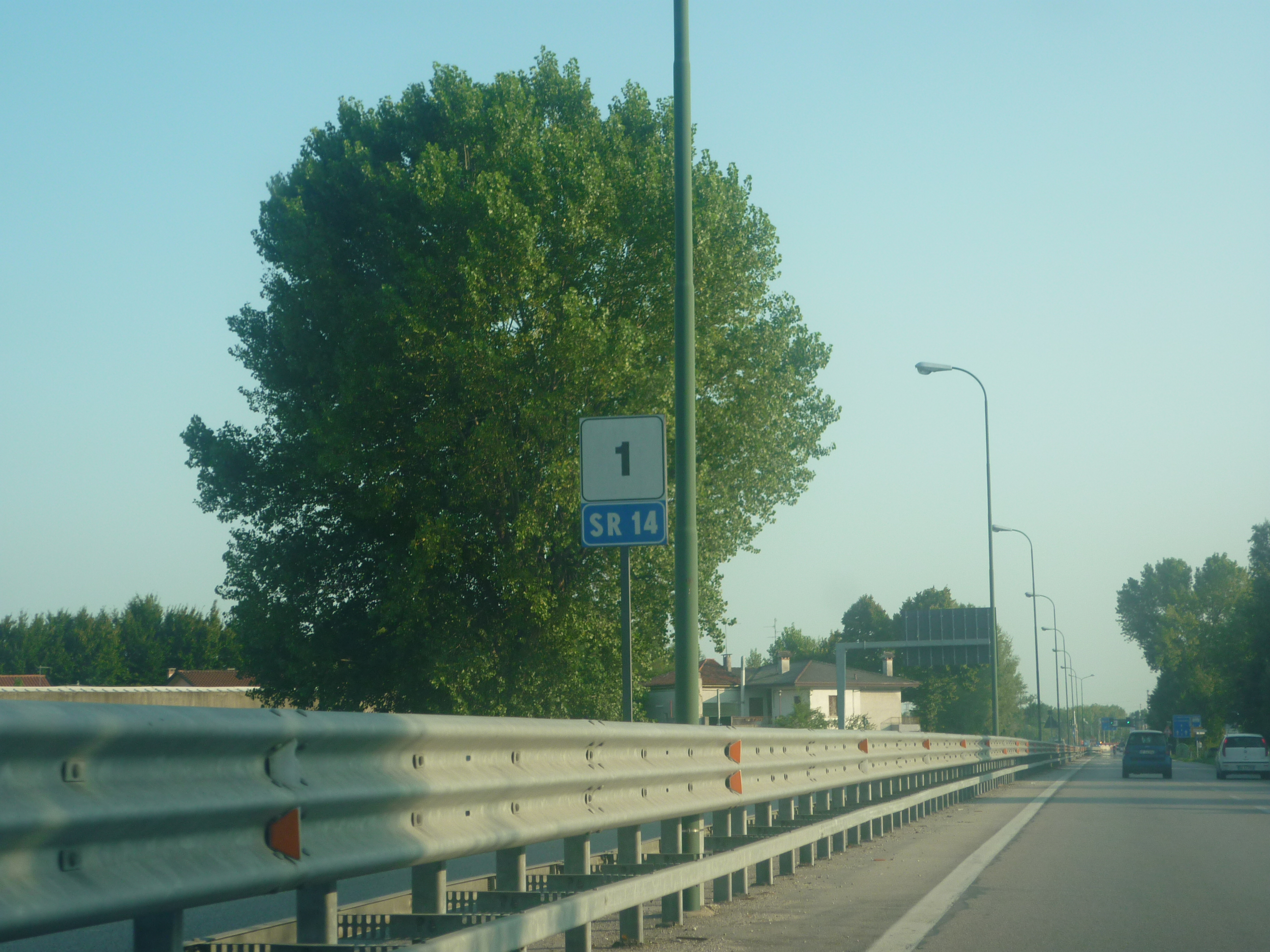
La SR 14 al km 1

L'ex strada statale 14 bis di Mestre, ora classificata come strada regionale 14 di Mestre e gestita da Veneto Strade, è una strada regionale italiana tangente alla zona est di Mestre nel Comune di Venezia. 

## Percorso
È conosciuta anche come via Martiri della Libertà. Si presenta come una strada a due carreggiate ciascuna a due corsie di marcia e nel percorso sono presenti due incroci semaforizzati (via Pasqualigo e via porto di Cavergnago).
Il 22 settembre 2010 è stato completato il sottopasso (con una rotonda in superficie funzionale anche alla tranvia di Mestre) di via San Donà (perpendicolare alla SR 14) che collega Mestre a Favaro Veneto. Precedentemente l'incrocio era regolato da impianti semaforici.
Il 19 novembre 2011 è stato inaugurato il sottopasso che risolve l'intersezione tra la SR 14 e la SS 14 a San Giuliano (Mestre). Precedentemente l'intersezione era regolata da impianti semaforici.
In seguito al decreto legislativo n. 112 del 1998 dal 2001, la gestione è passata dall'ANAS alla Regione Veneto, che la gestisce tramite la Veneto Strade.

### Tabella percorso
| di Mestre |                                                                               |      |           |
| Tipo      | Indicazione                                                                   | ↓km↓ | Provincia |
|           | della Venezia Giulia Parco San Giuliano                                       | 0,0  | VE        |
|           | Mestre - Via Porto di Cavergnago                                              | 1,1  | VE        |
|           | Via Ugo Vallenari Mestre-Bissuola Via San Donà Mestre-Bissuola, Favaro Veneto | 2,1  | VE        |
|           | Mestre - Via Porto Pasqualigo                                                 | 3,5  | VE        |
|           | Tangenziale di Mestre (Svincolo Terraglio)                                    | 5,1  | VE        |
|           | Pontebbana Mestre - Zona commerciale                                          | 5,5  | VE        |